# Audrey Richards
Audrey Isabel Richards, CBE, FRAI, FBA (8 de julho de 1899 – 29 de junho de 1984), foi uma antropóloga britânica. Seu trabalho cobriu diversos temas, como nutrição, estrutura familiar, migração e etnia. Ela conduziu seu trabalho de campo na Zâmbia, Uganda e Essex.  É de sua autoria o estudo etnográfico Chisingu: a cerimônia de iniciação de uma garota entre os Bemba da Zâmbia.

## Vida
Audrey foi a segunda de quatro meninas nascidas de uma família bem relacionada em Londres, Inglaterra. Passou sua infância em Calcutá, na Índia, onde seu pai, Sir Henry Erle Richards, havia sido alocado antes de assumir, entre 1911 a 1922, a cadeira Chichele Professor of Public International Law em Oxford. Richards foi educada na Downe House School e no Newnham College, em Cambridge, onde estudou ciências naturais.
Ela serviu como trabalhadora humanitária na Alemanha por dois anos antes de retornar à Inglaterra e começar o trabalho de pós-graduação, frequentando a London School of Economics sob a supervisão de Bronisław Malinowski. Defendeu seu doutorado em 1931. A tese foi publicada em forma revisada como Fome e trabalho em uma tribo selvagem: um estudo funcional de nutrição entre os bantos do sul
Embora ela fosse amplamente considerada por suas realizações acadêmicas, Richards nunca ocupou uma cadeira em antropologia. Foi professora na London School of Economics (1931-33 e 1935-37) e professora sênior de antropologia social na Universidade de Witwatersrand na África do Sul em 1938.
Retornou à Grã-Bretanha em 1940 para ajudar no esforço de guerra. Ocupou vários cargos no Escritório Colonial, participando da formação do Colonial Social Science Research Council (1944). Após a guerra, ocupou um cargo como leitora na Universidade de Antropologia de Londres de 1946 a 1950.
Em 1950, tornou-se a primeira diretora do East African Institute of Social Research ( Makerere College, Kampala, Uganda). Aposentou-se desta posição em 1956, quando então retornou à sua alma mater Newnham College, Cambridge, onde foi eleita bolsista. De 1956 a 1967, assumiu a direção do Centro de Estudos Africanos da Universidade de Cambridge. Também foi Smuts Reader em Antropologia em Cambridge entre 1961 e 1967.
Ela serviu como a segunda presidente da Associação de Estudos Africanos do Reino Unido e presidente do Royal Anthropological Institute em 1964-65, e foi a primeira mulher a ocupar esse cargo.
Faleceu em 1984 perto de Midhurst, West Sussex, Inglaterra.

## Realizações
Richards foi para a Zâmbia (então Rodésia do Norte) em 1930  para sua pesquisa sobre Fome e trabalho em uma tribo selvagem: um estudo funcional de nutrição entre os bantos do sul (1932). Neste estudo funcional, ela se propõe a mostrar como "o desejo fundamental por comida molda as instituições humanas" em algumas sociedades da África Austral.
Realizou trabalho de campo em 1930-31, em 1933-34, e em 1957. quando trabalhou principalmente entre os Bemba. Em seu estudo Trabalho da terra e dieta na Rodésia do Norte (1939), ela revisaria sua análise anterior sobre alimentos e instituições para refletir que seu trabalho de campo expandido havia lhe dado “material concreto para mostrar como os fatos biológicos do apetite e a dieta são eles próprios moldados por... sistema(s) de relações humanas e atividades tradicionais'.
Em suas primeiras publicações sobre o povo Bemba, ela enfatizou as consequências não intencionais da mudança social planejada e do domínio colonial sobre o povo africano, mostrando as consequências da introdução de uma economia monetária, tributação e migração nessas sociedades. Em suas próprias palavras, este seria um “novo campo de pesquisa antropológica – a sociedade africana em mudança em contato com as forças da civilização ocidental”.
Os cuidadosos estudos da vida cotidiana de Audrey Richards estabeleceram um novo padrão para a pesquisa de campo e abriram uma porta para a antropologia nutricional, concentrando-se em problemas práticos e trabalhando interdisciplinarmente. Ela também é considerada uma fundadora do campo da antropologia da nutrição. Ela publicou Terra, Trabalho e dieta na Rodésia do Norte (1939), que foi produzido em parte para apoiar os interesses nutricionais do Instituto Africano Internacional.
Outro trabalho, que ela publicou para o East African Institute “East African Chiefs” (1959), foi projetado para fornecer dados comparativos sobre os efeitos da Regra Indireta. Mais tarde, Richards trabalhou na região de Transvaal da África do Sul em 1939-40 e em Uganda de forma intermitente entre 1950 e 1955. Mais tarde, ela realizou um estudo etnográfico da aldeia de Elmdon, Essex, Inglaterra, onde viveu por muitos anos.

## Chisingu: cerimônia de iniciação de uma menina entre o Bemba da Zâmbia (1956)
Este livro é talvez o trabalho mais conhecido de Richards. Nesta monografia, Richards destaca que a sociedade Bemba assenta em três complexos rituais que estão interligados: Rituais da Realeza; Rituais Agrícolas e Econômicos; Rituais de Chisingu. Os Rituais Chisingu são rituais de iniciação de meninas na sociedade Bemba, dos quais ela apresenta um relato detalhado, análise e interpretação. Esses três complexos rituais estão todos ligados na crença bemba e influenciam a fertilidade da terra e das pessoas.
Richards testemunhou o ritual Chisungu durante seu primeiro trabalho de campo em 1931. É uma cerimônia de vinte e três dias que envolve canções, cerâmica e outros elementos simbólicos. O propósito expresso do Chisingu é a assunção de um novo papel: de jovem a mulher. Pode ser classificado como um “ritual de nubilidade”. Alguns ritos tratam de remover o medo de sangue, sexo e fogo das jovens. Esses ritos têm um elemento de provação, somente aqueles que são verdadeiramente amadurecidos são capazes de superá-los.
Enquanto muitos antropólogos afirmam que os ritos são uma educação formal para a criança. Richards relata o contrário, que nenhuma instrução formal é realmente dada. Em vez disso, as meninas aprenderam termos secretos conhecidos apenas pelos iniciados, bem como atitudes socialmente aprovadas em relação a seus novos deveres como esposas e mães.
No lugar da interpretação comum dos ritos como educação, Richards levanta a hipótese de que o Chisingu está mais ligado à estrutura social e aos valores da tribo. Ela argumenta que os Rituais sustentam os valores culturais de uma sociedade e são uma ação intencional ao invés de uma expressão de sentimento ou emoção como na explicação do ritual como uma natureza circular como avançado por Durkheim e Radcliffe-Brown. Richards oferece múltiplas explicações que incluem a sociedade, os grupos dentro dela e os indivíduos.
Neste trabalho ela também apresenta uma interpretação de elementos simbólicos do ritual. Ela aponta a necessidade de múltiplas interpretações para o ritual: observando que o comportamento ritual é multivalente e multifuncional (por exemplo, pode ser uma ocasião para rivalidade de grupo). Ela acrescenta que essas abordagens variadas irão variar de acordo com os propósitos expressos e interpretações dos atores.

## Prêmios
Richards recebeu o CBE em 1955 e tornou-se membro da Academia Britânica em 1967. Ela foi eleita Membro Honorário Estrangeiro da Academia Americana de Artes e Ciências em 1974.

## Escritos
- Richards, Audrey. (1932)  Hunger and work in a savage tribe: a functional study of nutrition among the Southern Bantu. London: Routledge & Kegan Paul.
- Richards, Audrey. (1939)  Land, Labour, and Diet in Northern Rhodesia: and economic study of the Bemba tribe. Oxford: Oxford University Press.
- Richards, Audrey I. (1950) Some types of family structure amongst the Central Bantu
- Richards, Audrey. (1956)  Chisungu: a girl's initiation ceremony among the Bemba of Northern Rhodesia. London: Faber.
- Richards, Audrey I.  (1966) Changing structure of a Ganda village: Kisozi, 1892–1952, East Africon Studies No. 24 Nairobi: East African Publishing House
- Strathern, Marilyn and Audrey Richards. (1981) Kinship at the Core: An Anthropology of Elmdon, a Village in North-west Essex in the Nineteen-Sixties. Cambridge, UK: Cambridge University Press.
- Richards, Audrey I. (1969) The Multicultural States of East Africa. Montreal: McGill-Queen's University Press.